# Federazione pallavolistica di Andorra
La Federazione andorrana di pallavolo (spa. Federació Andorrana de Voleibol, FAV) è un'organizzazione fondata per governare la pratica della pallavolo in Andorra.
Organizza il campionato maschile e femminile, e pone sotto la propria egida la nazionale maschile e femminile.
Ha aderito alla FIVB nel 1987.